# Zuguele
Zuguele es un cultivar de higuera de tipo higo común Ficus carica, bífera (con dos cosechas por temporada, brevas e higos de otoño), de higos de epidermis con color de fondo amarillo verdoso con sobre color púrpura. Se cultiva principalmente en las comarcas de Trujillo, Cáceres y Don Benito en Extremadura.

## Sinonimia
- „Zuguela“.[5][6][7]

## Historia
Nuestra higuera Ficus carica, procede de Oriente Medio y sus frutos formaron parte de la dieta de nuestros más lejanos antepasados. Se cree que fueron fenicios y griegos los que difundieron su cultivo por toda la cuenca del mar Mediterráneo. Es un árbol muy resistente a la sequía, muy poco exigente en suelos y en labores en general.
Los higos secos son muy apreciados desde antiguo por sus propiedades energéticas, además de ser muy agradables al paladar por su sabor dulce y por su alto contenido en fibra; son muy digestivos al ser ricos en cradina, sustancia que resulta ser un excelente tónico para personas que realizan esfuerzos físicos e intelectuales.
España se ha consolidado en los últimos años como el mayor productor de higos de la Unión Europea y el noveno a nivel mundial, según los datos de "FAOSTAT" (Estadísticas de la FAO) del 2012 que recoge un reciente estudio elaborado por investigadores del « “Centro de Investigación Finca La Orden- Valdesequera” ».

## Características
La higuera 'Zuguele' es una variedad bífera de tipo higo común. Árbol de mediano desarrollo, follaje denso, hojas trilobuladas con pentalobuladas. 'Zuguele' es de producción baja de brevas y alta de higos.
Las brevas 'Zuguele' son alargadas con forma de pera de unos 24 gramos de promedio, de epidermis de color de fondo amarillo verdoso con sobre color verde amarillento. Con un ºBrix (grado de azúcar) de 26, con firmeza media, con pulpa roja. De una calidad aceptable en su valoración organoléptica, son de un inicio de maduración medio.
Los higos 'Zuguele' son higos redondeados en forma esférica de unos 20 gramos en promedio, de epidermis de color de fondo amarillo verdoso con sobre color púrpura. Con un ºBrix (grado de azúcar) de 29, con firmeza media, con color de la pulpa rojo más ámbar. De una calidad aceptable en su valoración organoléptica, son de un inicio de maduración medio.

## Cultivo y usos
'Zuguele', es una variedad de higo reconocida por su piel fina, que se cultiva en Extremadura para la producción de pasta de higo seco para las tortas de "pan de higo".